# Weinmannia decora
Weinmannia decora är en tvåhjärtbladig växtart som beskrevs av Louis René Tulasne. Weinmannia decora ingår i släktet Weinmannia och familjen Cunoniaceae. Inga underarter finns listade i Catalogue of Life.